# Caledonian Brewery

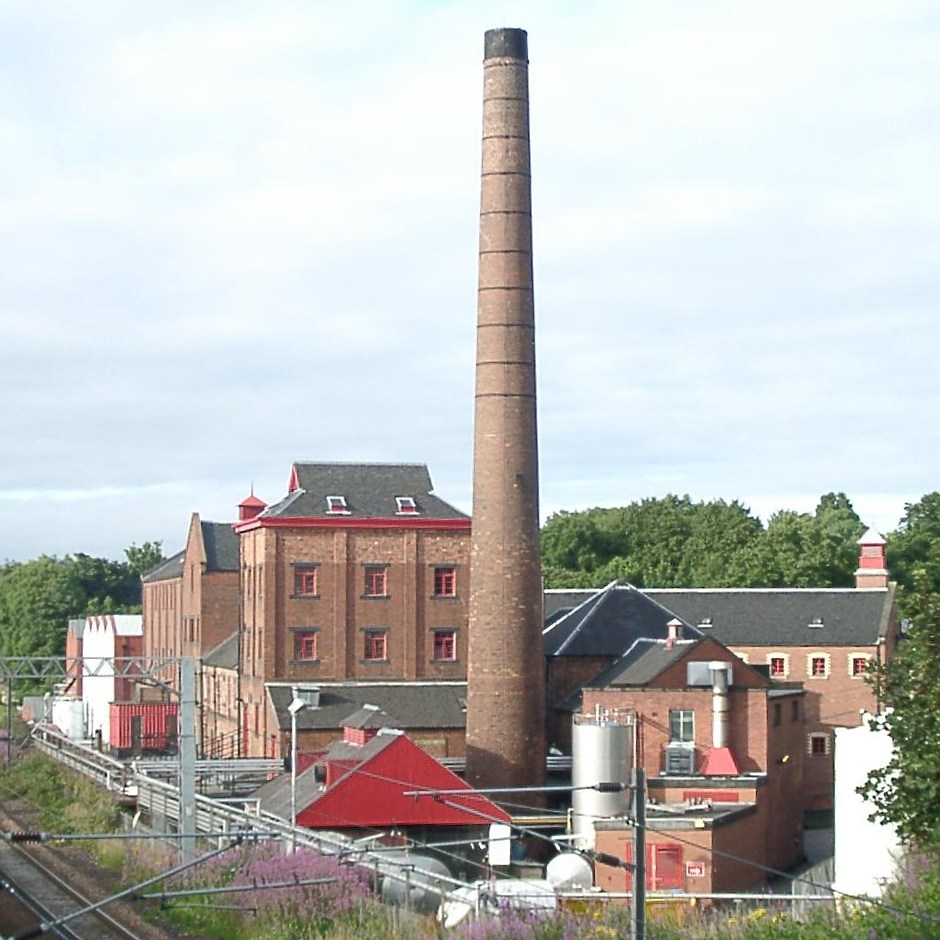
Caledonian Brewery

Il Caledonian Brewery è un birrificio scozzese fondato nel 1869 a Shandon, un'area di Edimburgo. Conosciuto localmente come "The Caley", è l'ultimo superstite di oltre quaranta birrifici che operavano nella città nel XIX secolo, anche se ne sono stati aperti di nuovi in tempi più recenti.

## Storia
Nel 2008 Heineken ha acquisito le attività britanniche di Scottish & Newcastle, che includevano il Caledonian Brewery.  Nel maggio 2022 Heineken propone la chiusura del birrificio.

## Birre

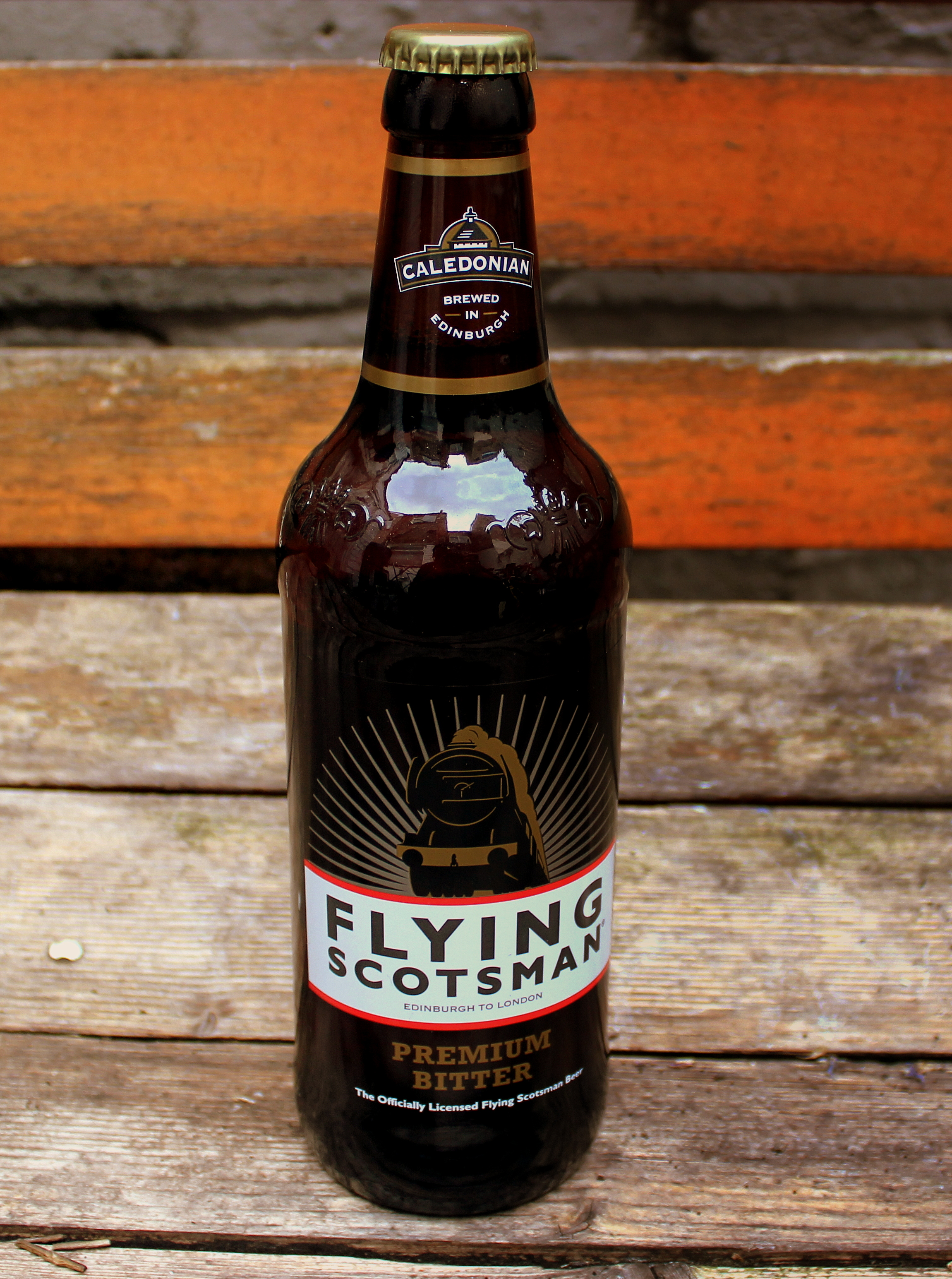
Una bottiglia di Flying Scotsman

- Deuchars IPA: India Pale Ale
- Caledonian 80/-: scottish ale
- Flying Scotsman: bitter

### Birre stagionali
- Dutchman: witbier
- Golden Sun: summer ale
- Autumn Red: red ale
- Double Dark: oatmeal stout
- Rabbie Burns: scottish ale
- Over the Bar: bitter
- 2Point8: bitter
- Raspberry Fool: birra alla frutta
- Coffee Porter: coffee porter
- Blonde Beer: golden ale
- Double Czech: cask lager
- Top Banana: birra alla frutta
- Merman XXX: export